# Molophilus brasseanus
Molophilus brasseanus är en tvåvingeart som beskrevs av Alexander 1962. Molophilus brasseanus ingår i släktet Molophilus och familjen småharkrankar. Inga underarter finns listade i Catalogue of Life.